# راي غراهام
راي غراهام (بالإنجليزية: Ray Graham)‏ هو لاعب كرة قدم أمريكية أمريكي، ولد في 18 سبتمبر 1990 في إليزابيث في الولايات المتحدة.

## وصلات خارجية
- راي غراهام على موقع مرجع كرة القدم المحترفة.كوم (الإنجليزية)